# Визвольна політика
«Визвольна політика»  — український суспільно-політичний, часопис-місячник. Заснований у Німеччині в 1946 році, упродовж періоду існування часопису видавався на циклостилі — та виключно для членів Антибільшовицького блоку народів до 1948 року.
Одночасно з тим, як відбулось переформатування АБН у 1946 році офіційним Друкованим органом став «АБН-Кореспонденс» («ABN-Correspondence»), який почав виходити з 1949 року німецькою, англійською і неперіодично французькою мовами.